# Armoni Brooks
Armoni Daetrell Brooks (Waco, 5 giugno 1998) è un cestista statunitense.

## Carriera

### In Italia
Il 19 giugno 2024 l'Olimpia Milano annuncia di aver raggiunto un accordo biennale con il giocatore. 

## Statistiche

### College
| Anno      | Squadra         | PG  | PT | MP   | TC%  | 3P%  | TL%  | RP  | AP  | PRP | SP  | PP   |
| --------- | --------------- | --- | -- | ---- | ---- | ---- | ---- | --- | --- | --- | --- | ---- |
| 2016-2017 | Houston Cougars | 28  | 3  | 12,2 | 43,3 | 36,2 | 80,0 | 2,3 | 0,3 | 0,4 | 0,1 | 4,4  |
| 2017-2018 | Houston Cougars | 35  | 1  | 20,1 | 42,5 | 41,9 | 81,5 | 3,7 | 0,5 | 0,7 | 0,3 | 9,3  |
| 2018-2019 | Houston Cougars | 37  | 36 | 30,7 | 40,5 | 39,0 | 63,0 | 6,3 | 0,9 | 0,8 | 0,3 | 13,4 |
| Carriera  | Carriera        | 100 | 40 | 21,8 | 41,5 | 39,7 | 71,1 | 4,3 | 0,6 | 0,7 | 0,3 | 9,4  |

#### Massimi in carriera
- Massimo di punti: 24 (3 volte)[2]
- Massimo di rimbalzi: 12 (2 volte)
- Massimo di assist: 3 (3 volte)
- Massimo di palle rubate: 4 vs Providence (20 dicembre 2017)
- Massimo di stoppate: 2 vs Cincinnati (15 febbraio 2018)
- Massimo di minuti giocati: 39 vs Texas-Rio Grande Valley (28 novembre 2018)

### NBA

#### Regular Season
| Anno      | Squadra         | PG | PT | MP   | TC%  | 3P%  | TL%  | RP  | AP  | PRP | SP  | PP   |
| --------- | --------------- | -- | -- | ---- | ---- | ---- | ---- | --- | --- | --- | --- | ---- |
| 2020-2021 | Houston Rockets | 20 | 5  | 26,0 | 40,6 | 38,2 | 58,3 | 3,4 | 1,5 | 0,6 | 0,3 | 11,2 |
| 2021-2022 | Houston Rockets | 41 | 8  | 16,8 | 34,7 | 30,0 | 84,2 | 2,0 | 1,2 | 0,5 | 0,2 | 6,2  |
| 2021-2022 | Toronto Raptors | 13 | 3  | 11,8 | 28,9 | 27,8 | 100  | 1,7 | 1,0 | 0,5 | 0,2 | 2,6  |
| 2023-2024 | Brooklyn Nets   | 10 | 0  | 10,4 | 32,6 | 34,4 | 50,0 | 1,8 | 0,5 | 0,1 | 0,1 | 4,2  |
| Carriera  | Carriera        | 84 | 16 | 17,5 | 36,2 | 33,1 | 74,3 | 2,3 | 1,2 | 0,5 | 0,2 | 6,6  |

#### Playoffs
| Anno     | Squadra         | PG | PT | MP  | TC% | 3P% | TL% | RP  | AP  | PRP | SP  | PP  |
| -------- | --------------- | -- | -- | --- | --- | --- | --- | --- | --- | --- | --- | --- |
| 2022     | Toronto Raptors | 4  | 0  | 2,0 | 0,0 | 0,0 | -   | 0,5 | 0,0 | 0,0 | 0,0 | 0,0 |
| Carriera | Carriera        | 4  | 0  | 2,0 | 0,0 | 0,0 | -   | 0,5 | 0,0 | 0,0 | 0,0 | 0,0 |

#### Massimi in carriera
- Massimo di punti: 24 vs Los Angeles Lakers (12 maggio 2021)[3]
- Massimo di rimbalzi: 10 vs Utah Jazz (21 aprile 2021)
- Massimo di assist: 6 (3 volte)
- Massimo di palle rubate: 3 vs Milwaukee Bucks (7 maggio 2021)
- Massimo di stoppate: 2 vs Oklahoma City Thunder (1º dicembre 2021)
- Massimo di minuti giocati: 43 vs Denver Nuggets (24 aprile 2021)

### G League
| Anno      | Squadra          | PG  | PT | MP   | TC%  | 3P%  | TL%  | RP  | AP  | PRP | SP  | PP   |
| --------- | ---------------- | --- | -- | ---- | ---- | ---- | ---- | --- | --- | --- | --- | ---- |
| 2019-2020 | C.P. Skyhawks    | 43  | 4  | 20,9 | 44,6 | 39,5 | 80,8 | 3,3 | 1,1 | 0,7 | 0,2 | 10,7 |
| 2020-2021 | R.G.V. Vipers    | 15  | 1  | 30,6 | 42,7 | 37,5 | 94,1 | 3,8 | 2,9 | 1,1 | 0,0 | 16,8 |
| 2021-2022 | C.P. Skyhawks    | 2   | 0  | 29,6 | 40,6 | 44,4 | -    | 7,0 | 3,0 | 3,0 | 2,5 | 17,0 |
| 2022-2023 | C.P. Skyhawks    | 46  | 22 | 28,5 | 42,4 | 35,3 | 76,7 | 4,8 | 2,0 | 0,7 | 0,4 | 14,9 |
| 2023-2024 | Long Island Nets | 14  | 4  | 25,6 | 43,6 | 39,3 | 80,0 | 4,2 | 1,9 | 0,6 | 0,6 | 15,0 |
| 2023-2024 | Ontario Clippers | 28  | 11 | 28,3 | 44,9 | 36,3 | 90,0 | 3,8 | 2,0 | 1,0 | 0,4 | 15,4 |
| Carriera  | Carriera         | 148 | 42 | 26,2 | 43,5 | 37,3 | 83,2 | 4,1 | 1,9 | 0,8 | 0,4 | 14,0 |

### Eurolega
| Anno      | Squadra        | PG | PT | MP   | TC%  | 3P%  | TL%  | RP  | AP  | PRP | SP  | PP  |
| --------- | -------------- | -- | -- | ---- | ---- | ---- | ---- | --- | --- | --- | --- | --- |
| 2024-2025 | Olimpia Milano | 32 | 3  | 15,0 | 45,8 | 41,3 | 96,6 | 2,0 | 0,8 | 0,5 | 0,1 | 7,6 |
| Carriera  | Carriera       | 32 | 3  | 15,0 | 45,8 | 41,3 | 96,6 | 2,0 | 0,8 | 0,5 | 0,1 | 7,6 |

## Palmarès

### Club
- Supercoppa italiana: 1

Olimpia Milano: 2024